# Rochus Misch
Rochus Misch (Opole, 29 luglio 1917 – Berlino, 5 settembre 2013) è stato un militare e imprenditore tedesco.
Fece parte del SS-Begleitkommando des Führers. Abitò a Rudow, un sobborgo alla periferia di Berlino. Nato a Oppeln, in Slesia, allora Germania, oggi Opole in Polonia, fu una delle guardie del corpo di Adolf Hitler. È noto per essere stato l'ultimo sopravvissuto tra coloro che videro il cadavere di Hitler nel Führerbunker il 30 aprile 1945.

## Biografia

### Primi anni
Il padre, soldato, morì poche ore dopo la sua nascita, mentre la madre due anni dopo. Adottato dai nonni, s'iscrisse a una scuola di disegno che finì nel 1936.

### Adolescenza
Nel 1936, alle Olimpiadi di Berlino, all'esterno dello stadio vide Hitler per la prima volta. L'anno dopo, compiuti i vent'anni, incominciò il servizio militare e fu integrato nelle SS Verfügungstruppe.
Il 1º settembre 1939 fu nelle truppe tedesche che occuparono la Polonia. Ferito in combattimento, andò in convalescenza, poco dopo entrò a far parte della guardia del corpo di Hitler, ovvero il SS-Begleitkommando des Führers.

### Guardia del corpo di Hitler (1940-1945)
Nell'aprile 1940, entrato a far parte delle guardie personali di Hitler, si trasferì presso la Nuova Cancelleria del Reich di Berlino. Durante questo incarico, seguì sempre Hitler in tutti i suoi spostamenti. Il 16 gennaio 1945, Hitler trasferì il suo quartier generale nel Führerbunker costruito sotto la Cancelleria. Il comandante del SS-Begleitkommando des Führers Franz Schädle gli assegnò il ruolo di centralinista del bunker. Dalla sua postazione fu tra i testimoni degli avvenimenti che caratterizzarono la fine del regime nazista, compresi la morte di Hitler e l'avvelenamento dei sei figli di Joseph Goebbels da parte di sua moglie Magda.
Il 30 aprile 1945, Hitler e sua moglie Eva Braun si suicidarono nello studio del dittatore. Vide i due cadaveri quando il cameriere personale di Hitler, Heinz Linge, aprì la porta dello studio.
Il 1º maggio 1945 chiese a Goebbels, nominato nuovo Cancelliere nel testamento di Adolf Hitler, il congedo. Goebbels concesse il congedo poco prima di suicidarsi. All'alba del 2 maggio 1945, tutti gli impiegati e gli abitanti del bunker erano fuggiti, uccisi o si erano suicidati e, in quello che era ormai un grande loculo, erano rimasti solo in due: Misch, il centralinista del numero telefonico 120050 e Johannes Hentschel, l'addetto agli impianti del bunker. Salutò il macchinista e, ultimo militare a lasciare il bunker, uscì in cerca di salvezza. Venne catturato, insieme a Linge, dai sovietici poche ore dopo.

### La prigionia in Unione Sovietica (1945-1954)
Fu catturato dai sovietici che, una volta identificato, lo tennero in prigionia per nove anni, quattro dei quali trascorsi nelle segrete della Lubjanka a Mosca, quartier generale del KGB, e i rimanenti cinque in un Gulag in Siberia. Nella Lubjanka fu torturato perché i sovietici volevano che confessasse la vera fine di Hitler: come noto, Stalin per molto tempo non credette al suicidio di Hitler, lo riteneva invece in salvo in qualche Paese dell'America latina.
Giunse al punto di inviare una lettera al Ministro degli Interni Lavrentij Pavlovič Berija, chiedendo una rivoltella per potersi uccidere da soldato: non ricevette risposta. La lettera rimase negli archivi di Stato a Mosca fino a quando la BBC non la ritrovò in una delle sue ricerche per la realizzazione di documentari storici.
Nel 1946, insieme agli altri testimoni sopravvissuti alla fine del bunker, anch'essi prigionieri in Siberia, fu portato a Berlino per ricostruire le vere vicende della fine di Hitler.

### Il ritorno in Germania da uomo libero
Nel 1954, dopo la morte di Stalin e a seguito di amnistie concesse da Chruščëv e di accordi col governo tedesco, fu rilasciato e tornò a Berlino, dove visse con la moglie Gerda. Dopo un periodo di difficoltà economiche e lavori saltuari riuscì a trovare occupazione come autista alla Porsche grazie all'amicizia di Erich Kempka, ex autista di Hitler e Jakob Werlin, uno dei consiglieri di Hitler e uno dei primi dirigenti della Volkswagen e della Mercedes. Questi, insieme all'aiuto di alcuni ex generali della Wehrmacht e della principessa Anna di Isenburg, lo aiutarono a mettersi in contatto con Hermann Schäfer, all'epoca ministro federale per compiti speciali che gli permise di acquistare un piccolo negozio per la vendita di articoli di decorazione della casa, che gestì per molti anni. Dopo la morte di Gerda, avvenuta nel 1997, continuò a votare, in onore della moglie, l'SPD ad ogni consultazione elettorale.

### Una vita in disparte
Trascorse i lunghi anni dal 1954 alla sua morte in disparte, svolgendo il suo modesto lavoro di artigiano e venditore di tappezzeria, moquettes e altri articoli per la casa. Man mano che i superstiti delle vicende del bunker passavano a miglior vita, entrava sempre più nel mirino degli studiosi, degli storici e dei produttori di documentari. Dopo la morte nel 2002 di Traudl Junge, la più giovane segretaria di Hitler, autrice di un libro di memorie utilizzato, tra l'altro, per la realizzazione del film La caduta - Gli ultimi giorni di Hitler nel 2004, divenne un personaggio leggendario, unica fonte sulle ultime vicende del bunker. Disse di avere visto Hitler per l'ultima volta il 30 aprile 1945, poco prima del suicidio con Eva Braun. Nel 2006 scrisse un libro, L'Ultimo, un memoriale dove raccontò il suo lavoro al fianco del Führer dal 1940 fino al 1945.
Rochus Misch, che ammise di essere un cattolico fervente, riaffermò la sua ammirazione per la figura di Adolf Hitler e le sue posizioni negazioniste a proposito dell'Olocausto. Dichiarò, inoltre, di essere scettico circa l'autenticità della registrazione Hitler-Mannerheim: a suo dire, la voce che si sente non è quella del dittatore nazista bensì di un uomo che lo sta imitando.
Successivamente Brigitta, figlia di Misch, venne a conoscenza attraverso la famiglia di sua madre dell'ebraicità di Gerda, la quale non aveva mai fatto menzione della cosa al marito e che Misch rifiutò di riconoscere e accettare.
Dopo una lunga malattia, morì a Berlino nel 2013, all'età di 96 anni. Era l'ultimo sopravvissuto fra le persone che erano presenti nel bunker di Hitler.

## Filmografia
- La caduta - Gli ultimi giorni di Hitler (Der Untergang), 2004, regia di Oliver Hirschbiegel, interpretato da Heinrich Schmieder.